# Doudeauville (Seine-Maritime)
Doudeauville ist eine französische Gemeinde mit 110 Einwohnern (Stand: 1. Januar 2022) im Département Seine-Maritime in der Region Normandie. Sie gehört zum Arrondissement Dieppe und ist Teil des Kantons Gournay-en-Bray. Die Einwohner werden Doudeauvillais genannt.

## Geographie
Doudeauville liegt etwa 80 Kilometer nordnordwestlich von Paris am Ufer des Flusses Epte. Umgeben wird Doudeauville von den Nachbargemeinden Haussez im Norden, Villers-Vermont im Norden und Osten, Gancourt-Saint-Étienne im Süden, Dampierre-en-Bray im Südwesten sowie Ménerval im Westen.

## Bevölkerungsentwicklung
| Jahr                      | 1962 | 1968 | 1975 | 1982 | 1990 | 1999 | 2006 | 2012 |
| Einwohner                 | 128  | 108  | 102  | 72   | 68   | 81   | 96   | 89   |
| Quelle: Cassini und INSEE |      |      |      |      |      |      |      |      |

## Sehenswürdigkeiten

Kirche Saint-Aubin

- Kirche Saint-Aubin
- Kapelle Sainte-Clothilde